# Brachyaciura kovacsi
Brachyaciura kovacsi är en tvåvingeart som beskrevs av Mario Bezzi 1924. Brachyaciura kovacsi ingår i släktet Brachyaciura och familjen borrflugor.
Artens utbredningsområde är Etiopien. Inga underarter finns listade.